# Skaterdater
Skaterdater és un curtmetratge estatunidenc de 1965. Va ser produït per Marshal Backlar, escrit i dirigit per Noel Black i va ser el guanyador de la Palma d'Or al millor curtmetratge al 9è Festival Internacional de Cinema de Canes de 1966. També va ser nominat a un Oscar al millor curtmetratge.

## Argument
La pel·lícula explica una història sense diàleg. El grup de nois skaters es troba, de sobte, en un moment en què un dels nois veu una noia jove i s'interessa per ella. Això provoca una ruptura amb un segon noi, que el desafia a un duel de patinatge que baixa per un carrer accidentat. El primer noi perd; tanmateix, aconsegueix que la noia i, molt aviat, també algunes altres noies el vegin i s'interessin també pels nois. La banda sonora de surf rockesca va ser composta per Mike Curb i Nick Venet, amb Davie Allan and the Arrows, que hi interpreten "Skaterdater Rock".

## Producció
Va ser la primera pel·lícula sobre l'skateboarding. Va ser distribuït als cinemes, tant a nivell nacional com internacional, per United Artists. Va ser comentada àmpliament pels mitjans de comunicació, inclosa la revista Time.
Els skaters eren membres del Imperial Skateboard Club del barri de Torrance, Califòrnia. Els seus noms eren Gary Hill, Gregg Carroll, Mike Mel, Bill McKaig, Gary Jennings, Bruce McKaig i Rick Anderson. Melissa Mallory va interpretar la noia que interessava a un dels skaters. La majoria dels rodatges es van produir a Torrance, Redondo Beach, i Palos Verdes Estates. El rodatge final es va fer a Averill Park a San Pedro.
Skaterdater ha tingut una rellevància cultural duradora en la indústria cinematogràfica. Ha estat objecte d'articles acadèmics sobre cinematografia, i recentment The Huffington Post l'ha inclòs en una llista de 15 pel·lícules que tot emprenedor ha de veure. David O. Russell —el premiat director de La part positiva de les coses, American Hustle, i The Fighter— ha acreditat Skaterdater com a motiu del seu interès inicial per al cinema.
L'Academy Film Archive preserva Skaterdater des del 2010.